# 日本の農業および漁業における発祥地の一覧
日本の農業および漁業における発祥地の一覧（にほんののうぎょうおよびぎょぎょうにおけるはっしょうちのいちらん）は、日本の農産物・畜産物・養殖・栽培漁業の発祥地について記述する。また、生産・育成方法・漁法の発祥についても記述する。
※印は、発祥地について多数あるもの

## 北海道地方
栽培
- タマネギ（札幌市）・ラベンダー（札幌市）
- ※ジャガイモ（洞爺湖町）・男爵イモ（北斗市）・メークイン（厚沢部町）
- ※アスパラガス（岩内町）・ホワイトアスパラガス（岩内町）
- ※アスパラガス（喜茂別町）・白花豆（喜茂別町）・ラワンブキ（足寄町螺湾）
- リンゴ（余市町）・西洋リンゴ（七飯町）・おぼろづき（美唄市）・地黄（新得町）・※ホップ

養殖
- ※ホタテ（サロマ湖・北見市）・噴火湾ホタテ（豊浦町）

育成方法
- 寒地稲作（北広島市島松）・甜菜紙筒移植栽培（北見市）

地域発祥
- 北海道の水田（北斗市）
- 北海道のサツマイモ（厚沢部町）
- 北海道の酪農（函館市）

## 東北地方
栽培
- ふじリンゴ（青森県藤崎町）
- ※ホップ（岩手県）
- あきたこまち（秋田県）・秋田蕗（秋田県大館市）・平賀リンゴ（秋田県横手市）
- ササニシキ（宮城県大崎市）・ひとめぼれ（宮城県）・ちぢみホウレン草（宮城県東松島市）
- サクランボ（山形県山形市）・ラ・フランス（山形県高畠町）・だだちゃ豆（山形県鶴岡市）

養殖
- ※ホタテ（青森県平内町）
- 銀鮭（宮城県釜房湖）
- 三陸わかめ（岩手県）

制度・組織
- 近代的農業協同組合（福島県伊達市）

地域発祥
- 青森県の酪農（新郷村）
- 岩手県の酪農（岩泉町）

## 関東地方
栽培
- ブルーベリー（東京都小平市）・江戸野菜（小松菜など）（東京都）
- 花いんげん豆（群馬県中之条町）
- 落花生（神奈川県秦野市）・スイートピー(湘南スイートピー)（神奈川県茅ヶ崎市)・春キャベツ（神奈川県三浦市）・甘柿(禅寺丸)（神奈川県）
- ピーマン（茨城県神栖市）・※養蚕（茨城県神栖市）
- 二十世紀梨（千葉県松戸市）

育成方法
- 野菜の促成栽培（東京都江東区）
- 酪農（千葉県房総半島）

養殖
- ウナギ（東京都深川）・アサクサノリ（東京都浅草）

制度・組織
- 農業協同組合（千葉県旭市）

地域発祥
- 栃木県のイチゴ（足利市）
- 関東地方の甘藷（千葉県九十九里町）

## 中部地方
栽培
- クルミ（長野県佐久市）・薬用にんじん（長野県佐久市）・イチゴ（長野県小諸市大久保）・エノキタケ（長野県長野市）ノザワナ（長野県野沢温泉村）・※ホップ（長野県）
- ※ホップ（山梨県）・甲州葡萄（山梨県甲州市）・種なしブドウ（山梨県笛吹市）
- コシヒカリ（福井県福井市）
- チューリップ球根（新潟県）・カキ(平核無柿)（新潟県）・水稲農林1号（新潟県長岡市）
- 加賀野菜（石川県金沢市）
- ワサビ（静岡県静岡市）・※紅茶（静岡県静岡市）※シイタケ（静岡県伊豆市）
- カーネーション（愛知県西尾市）・フキ（愛知早生フキ）（愛知県東海市）
- カキ(富有柿)（岐阜県瑞穂市居倉）

育成方法
- 温室栽培（静岡県磐田市）

養殖
- ニシキゴイ（新潟県長岡市）
- シナノユキマス（長野県佐久市）
- ウナギ（静岡県浜名湖）
- 真珠（三重県鳥羽市ミキモト真珠島）

漁法
- 定置網漁（富山県氷見市）

地域発祥
- 新潟県の酪農（阿賀野市）
- 愛知県の酪農（知多酪農）（半田市知多半島）

## 近畿地方
栽培
- レタス（和歌山県）
- ソバ（滋賀県米原市）
- 黒豆（丹波黒）（兵庫県丹波篠山市）
- 大納言小豆（兵庫県丹波市春日町）
- 孟宗竹（京都府長岡京市）・京野菜（京都府京都盆地）・玉露（京都府宇治市）
- 大和野菜（奈良県）
- なにわ野菜（大阪府）

養殖
- アユ（滋賀県高島市）

地域発祥
- 大阪府のブドウ（柏原市）
- 奈良県の種なしカキ（刀根早生）（天理市）

## 中国地方
栽培
- イヨカン・夏みかん（山口県萩市）・自然薯（山口県柳井市）
- 白桃（岡山県）
- レモン（広島県呉市大崎下島）・八朔（広島県尾道市因島）
- 茶葉（佐賀県吉野ヶ里町）

養殖
- 岩がき（島根県）
- 車えび（山口県山口市）・赤貝（山口県下松市）

## 四国地方
栽培
- オリーブ（香川県小豆島）

養殖
- ハマチ（香川県東かがわ市引田安戸池）

育成方法
- 高設栽培（香川県三木町）

地域発祥
- 高知県の文旦(土佐文旦)（土佐市）
- 愛媛県のミカン(愛媛みかん)（宇和島市）
- 愛媛県のイヨカン（宮内いよかん）（松山市平田町）

## 九州地方
栽培
- ※シイタケ（大分県豊後大野市）
- デコポン（熊本県宇城市）・塩トマト（熊本県八代市）・イグサ（熊本県八代市）
- ニンニク（長崎県佐世保市）
- タバコ（長崎県長崎市）
- 温州みかん（鹿児島県長島町）・※甘藷（鹿児島県種子島・鹿児島県指宿市）・安納芋（鹿児島県種子島）
- ※ジャガイモ（長崎県）・黒田五寸人参（長崎県大村市）・ビワ（茂木びわ）（長崎県長崎市茂木町）

養殖
- 真円真珠（長崎県大村湾）

地域発祥
- 熊本県のミカン（八代小みかん）（八代市高田）
- 熊本県の梨（吉野梨）（氷川町）
- 熊本県のメロン（肥後グリーン）
- 有明海の海苔養殖（熊本県玉名市）

## 沖縄地方
栽培
- パイナップル（本部町伊豆味）・琉球藍（本部町伊豆味）・アセロラ・マンゴー・冬瓜

養殖
- モズク（恩納村）